# دوغلاس موفات
دوغلاس موفات (31 يوليو 1843 - 27 مارس 1922) (بالإنجليزية: Douglas Moffat)‏ هو لاعب كريكت بريطاني.